# Львовский погром (1941)

Еврейские женщина и девочка подвергаются издевательствам со стороны украинских погромщиков

Льво́вский погро́м — еврейский погром во Львове произошёл с 30 июня по 2 июля 1941 года. 30 июня 1941 члены ОУН(б) провозгласили восстановление украинской государственности и создание временной администрации. Под руководством новой украинской администрации и немецкой оккупационной администрации в погроме также приняли участие украинские националисты из ОУН и толпа из местных жителей.
В ходе погрома местных евреев ловили, избивали, подвергали издевательствам на улицах города, а затем расстреливали. Жертвами погрома стали несколько тысяч евреев.

## История
Львов считался мультикультурным городом незадолго до Второй мировой войны, с населением 312 231 человек. В городе проживало 157 490 этнических поляков, что составляло чуть более 50 %, причём евреи составляли 32 % (99 595), а украинцы — 16 % (49 747).
До 1939 года Львов входил в состав Польши. После нападения гитлеровских войск на Польшу в сентябре 1939 года и начала Второй Мировой войны, в городе была установлена советская власть и Львов вошел в состав Украинской ССР. 
Вскоре после начала Великой Отечественной войны 30 июня 1941 года в город вступили немецкие войска. Перед отступлением советских войск в местных тюрьмах были расстреляны заключённые, среди которых было много украинских националистов. Согласно данным НКВД, после начала вторжения Германии в Советский Союз 22 июня 1941 года в Украинской ССР было убито почти 9000 заключённых в ходе массовых расстрелов. Из-за неразберихи во время быстрого отступления советских войск и неполных записей, список НКВД, скорее всего, является недоучтённым. По оценкам современных историков, число жертв на Западной Украине составляло, вероятно, от 10 000 до 40 000 человек. По этническому признаку украинцы составляли примерно 70 % жертв, а поляки — 20 %.
До вторжения Германии на территории Советского Союза украинские националисты, в частности Организация украинских националистов (ОУН), некоторое время сотрудничали с немцами. Львовская фракция ОУН находилась под контролем Степана Бандеры. Одним из его помощников был Ярослав Стецько, который яро выступал против предполагаемого заговора между еврейскими капиталистами и еврейскими коммунистами.
Немецкая пропаганда превратила опознание заключённых в антиеврейскую акцию. Евреи были привлечены к раскопке тел заключённых. Практически сразу же оккупационная пресса, а позднее и очередной выпуск «Немецкого еженедельного обозрения» прямо представили евреев как якобы «основных виновников» львовских расстрелов.

## Ход погрома
Во время нападения Германии на Советский Союз в городе проживало около 160 000 евреев; это число выросло на десятки тысяч в связи с прибытием еврейских беженцев из оккупированной немцами Польши в конце 1939 года. Подготовка ОУН к ожидаемому немецкому вторжению включала в себя майские инструкции 1941 года по проведению этнических чисток с помощью планируемых отрядов милиции; в инструкциях указывалось, что «русские, поляки, евреи» враждебны украинской нации и должны быть «уничтожены в бою». Листовки, распространявшиеся оуновцами в первые дни немецкого вторжения, инструктировали население: «Не бросайте своё оружие. Возьмите его. Уничтожьте врага. … Московиты, венгры, евреи — вот ваши враги. Уничтожьте их».
Львов был оккупирован Вермахтом рано утром 30 июня 1941 года; немецкие войска состояли из 1-й горнопехотной дивизии и подчинённого Абверу батальона «Нахтигаль», укомплектованного этническими украинцами. Во второй половине дня немецкие военные сообщили, что львовское население вымещает свой гнев по поводу тюремных убийств «на евреях … которые всегда сотрудничали с большевиками». Утром 30 июня в городе была сформирована Украинская народная милиция. В неё входили активисты ОУН, прибывшие из Кракова вместе с немцами, члены ОУН, жившие во Львове, и бывшие советские милиционеры, которые либо решили перейти на другую сторону, либо были членами ОУН, проникшими в советскую милицию. ОУН поощряла активное участие украинской милиции в начавшихся погромах, сотрудников которой можно было опознать по нарукавным повязкам национальных цветов: жёлтого и синего. Бывшие советские милиционеры носили свою синюю советскую форму, но с украинским тризубом вместо Красной звезды на фуражках.
Избиение евреев города местным населением началось 30 июня, а вечером украинские националисты распространили новость о провозглашении Украинского государства. В подписанной Стецько прокламации определялось сотрудничество ОУН с нацистской Германией, которая, «помогала украинскому народу освободиться от русской оккупации». В то же время по городу распространилась новость об обнаружении тысяч трупов в трёх городских тюрьмах после массовых убийств, совершенных НКВД.
1 июля начался полномасштабный погром. Евреев забирали из их квартир, ловили на улицах и арестовывали, избивали и унижали. В частности, их заставляли чистить улицы, например, одного еврея принудили убирать конский навоз с улиц своей шляпой. Женщин били палками и различными предметами, раздевали догола и гнали по улицам, некоторых насиловали. Били также и беременных. Местные жители собрались на улицах, чтобы наблюдать погром своими глазами.
Затем часть евреев отправили в тюрьмы эксгумировать трупы расстрелянных заключённых, во время работ их также избивали и унижали. Один из евреев, Курт Левин, особенно запомнил украинца, одетого в красивую вышиванку. Тот избивал евреев железной палкой, срезая ударами куски кожи, уши и выбивая глаза. Затем он взял дубину и пробил голову одному еврею, мозги жертвы попали на лицо и одежду Левина.
Учитывая, что изначально евреи не рассматривались ОУН в качестве основного врага (эта роль была зарезервирована за поляками и русскими), есть предположение, что львовский погром и преследование евреев являлось попыткой выслужиться перед немцами в надежде отстоять право на создание Украинского государства. И проявления антисемитизма отдельных членов ОУН, особенно Стецько, также говорят в пользу этого предположения.
Произошедший в начале июля 1941 г. погром не был последним для евреев Львова. 25-27 июля во Львове отмечалась годовщина убийства Симона Петлюры, застреленного евреем Самуилом Шварцбардом. Немцы разрешили украинской полиции убить несколько евреев в качестве мести. В «дни Петлюры» немцы совместно с украинской полицией убивали евреев. Часть евреев была вывезена на расстрел в лес, часть была расстреляна на Яновской улице. Кроме того, украинская полиция, по воспоминаниям Г. Менделя, собирала евреев в участках и избивала их. Украинский историк Феликс Левитас сообщает о более чем 1500 погибших евреев. Весьма любопытные сведения о «днях Петлюры» сообщает в своей записке-воспоминаниях переживший Холокост еврей Шнефельд. Согласно ему, «бело-украинцы» (то есть украинская полиция) устроила облаву на евреев. Их было поймано около 5 тысяч человек. За их жизни немцы назначили юденрату выкуп в 20 млн рублей. Еврейская община выплатила контрибуцию, но заложников назад так и не получила. По данным «Яд ва-Шем», примерно за три дня было убито около 2000 человек.

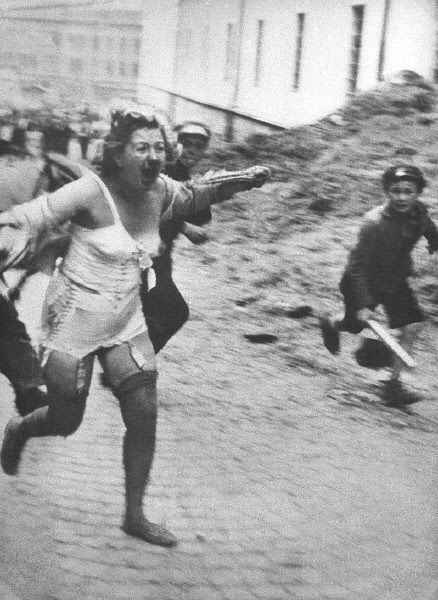
Еврейка, раздетая до нижнего белья, убегает от своих преследователей: парня в форме и подростка с палкой. Действие происходит возле тюрьмы на ул. Замарстыновской.

## Роль украинских националистов
30 июня бандеровское крыло ОУН объявило о создании украинского государства. Украинское правительство возглавил соратник Бандеры Ярослав Стецько, известный антисемитскими взглядами. По его мнению, украинцы стали первым народом в Европе, который понял негативную роль «жидовства», после чего, как считал Стецько, украинцы отмежевались от евреев, сохранив тем самым свою культуру.
Ещё до нападения Германии бандеровцы из ОУН планировали этнические чистки и предлагали программу «Украина для украинцев», плакаты с этим лозунгом националисты расклеивали по Львову 30 июня. Кроме того, бандеровцы считали евреев социальной опорой коммунистов.
Ещё до взятия Львова немцами активисты ОУН захватили Львовскую радиостанцию. Через радиоэфир украинские националисты призывали уничтожать евреев. Уже 30 июня ОУН начала формировать организованные отряды из националистов, которые затем ловили евреев и проводили облавы. Они носили на руке сине-желтые нарукавные повязки (цвета украинских символов). Националисты ходили по домам в поисках евреев, водили их по улицам и сопровождали к местам убийств. Согласно докладу эйнзацгруппы, после отхода советских войск во Львове местные жители согнали 1000 евреев в тюрьму НКВД, затем большую их часть убила украинская полиция, которая была организована ОУН, однако состояла не только из членов ОУН.
В нападениях на евреев принимали участие подростки и дети. Канадский историк Джон-Пол Химка полагает, что это могли быть участники праворадикальных молодёжных групп ОУН («Юнацтво»). По его словам, в апреле 1941 года в Галиции молодёжная группа ОУН(б) насчитывала семь тысяч членов.
Темой исторических дискуссий является роль в погроме батальона «Нахтигаль», вступившего 30 июня в город вместе с немцами. Это важно ещё и потому, что одним из его командиров был будущий глава УПА — Роман Шухевич. Немецкий историк Дитер Поль считает, что члены батальона «Нахтигаль» принимали участие в расправе над евреями в тюрьме Бригидки. Однако не все ученые согласны с тем, что батальон участвовал в погроме. Ответу на вопрос, участвовал ли батальон «Нахтигаль» в уничтожении поляков и евреев во Львове, посвящена глава книги Ивана Патриляка. В ней он рассматривает как сами источники, касающиеся пребывания бойцов «Нахтигаля» во Львове, так и формирование советского историографического стереотипа об участии подразделения Дружин украинских националистов в уничтожении евреев и польских профессоров. После изучения источников украинский исследователь приходит к выводу, что, хотя в предвоенной идеологии ОУН содержались положения, призывающие к уничтожению евреев, имеющиеся в наличии источники не подтверждают версию о том, что члены «Дружины» участвовали в уничтожении евреев, он признаёт, что в уничтожении евреев принимали участие некоторые украинцы-члены полицейских формирований (но не батальона «Нахтигаль»). В еврейском погроме, по его мнению, участвовали только украинские деклассированные элементы («шумовиння»). «Нахтигаль» как организация, по его мнению, в антиеврейских акциях не был замешан, а убийство некоторыми бойцами батальона «Нахтигаль» евреев, учинённое через несколько дней в Винницкой области членами батальона, было совершенно «в состоянии аффекта» по просьбе населения и не было отражением политики ОУН по отношению к евреям.
Большое место в аргументации Ивана Патриляка и других украинских историков для подтверждения тезиса, что «Нахтигаль» не причастен к уничтожению евреев и поляков во Львове, занимает утверждение, что показания свидетелей против «Нахтигаля», да и вообще сам интерес к этой теме, появились только после того, как у Советского Союза в 1959 году возникла потребность «свалить» западногерманского политика Теодора Оберлендера. До этого ни на Нюрнбергском процессе, ни в «Акте чрезвычайной государственной комиссии по установлению и расследованию злодеяний немецкофашистских захватчиков», ни в советской историографии обвинения против бойцов «Нахтигаль» не присутствовали. До 1959 года обвинения в убийствах бойцам «Нахтигаля» советской стороной не выдвигались. В материалах «Чрезвычайной государственной комиссии» нет ничего не только о «Нахтигале» и Оберлендере, но и практически ничего (за исключением нескольких свидетельств) не сообщается о Львовском погроме начала июля.
Канадский историк Джон-Пол Химка считает причастность Нахтигаля к погрому советской фальшивкой.
Но показания о причастности членов батальона «Нахтигаль» к расстрелу евреев были получены не только советским судом, которому была выгодна компрометация Оберлендера, но и судом ФРГ. Кроме того, пережившие Холокост еврейские свидетели погрома утверждали, что солдаты в немецкой форме, говорившие по-украински, участвовали в избиении евреев у тюрьмы «Бригидки». Участие солдат, говоривших по-украински, в погроме ещё не означает, что это были непременно члены батальона «Нахтигаль» — на немецкой службе состояло достаточное количество украинцев. Но они не составляли отдельного воинского подразделения, и маловероятно, что все эти украинцы на немецкой службе собрались у тюрьмы «Бригидки» (как это имело место 30 июня), поэтому правдоподобной выглядит версия, что среди «немецких» украинцев, участвовавших в погроме, все-таки были бойцы «Нахтигаля».
Однако между этими свидетельствами выживших евреев и советскими обвинениями в адрес батальона «Нахтигаль» имеются существенные различия: советская сторона в 1959 году обвиняла батальон в том, что он последовательно выполнял карательные функции: сторожил еврейское население и советских военнопленных, производил расстрел евреев в подвале, участвовал в уничтожении польских профессоров и т. д. При этом в советских обвинениях никак не фигурировали события у тюрьмы «Бригидки». В показаниях же выживших евреев в вину украинцам в немецкой форме (вероятно, членам батальона «Нахтигаль») ставилось в вину участие в погроме именно 30 июня у тюрьмы.
Некоторые украинские историки, доказывая непричастность бойцов батальона «Нахтигаль» и представителей украинских националистов вообще к львовскому погрому, ссылаются на «уникальные документы», так называемый документ «к книге фактов» («до книги фактів»), который, по их мнению, доказывает непричастность украинских националистов к погрому. Документ, найденный у неизвестного убитого члена националистического подполья, согласно заявлению работников архива Службы Безопасности Украины (СБУ) представляет собой хронику событий с 22 июня по сентябрь 1941 года. В нём, помимо прочего, сообщается об обращении гестапо к «украинским кругам» с просьбой организовать 3-х дневный еврейский погром. Однако руководство ОУН расценило это обращение как провокацию, рассчитанную на то, чтобы скомпрометировать украинское движение и затем под предлогом наведения порядка укротить его. В этой версии, ОУН отказалась от еврейских погромов не из-за любви к евреям, а для того, чтобы не дать немцам лишнего повода остановить деятельность организации.
Можно предположить, что, по крайней мере, некоторые солдаты «Нахтигаля» были причастны к расстрелу евреев во Львове в начале июля 1941 года, но отсутствуют свидетельства того, что они выполняли приказ Провода, а не действовали по собственной инициативе.
Отрицание ОУН своей роли в Холокосте началось в 1943 году, когда стало очевидно, что Германия проиграет войну. В октябре 1943 года ОУН издала инструкцию по подготовке материалов, которые бы указывали, что немцы и поляки несут ответственность за насилие в отношении евреев. Кроме того, ОУН предполагал распространить дезинформацию о том, что Еврейский совет Львова обвинял украинцев в погромах только потому, что на него оказывали давление немцы. Тон листовок и прокламаций ОУН также изменился, вытеснив явные антисемитские высказывания, которые содержались раньше.
После окончания войны, пропаганда ОУН описывала свои действия как «героическое украинское сопротивление нацистам и коммунистам». Эти сведения подкреплялись потоком воспоминаний ветеранов ОУН, Украинской повстанческой армии (УПА, в которой стали доминировать члены ОУН) и дивизии СС «Галичина». ОУН тщательно охранял свои архивы, ограничивая доступ к информации и перепечатывая её, изменяя даты и подвергая цензуре свои документы, прежде чем передать их учёным. ОУН также наладил связи с украинской диаспорой за Атлантикой, включая учёных украинского происхождения, таких как ветеран ОУН и историк Тарас Гунчак и ветеран УПА и историк Лев Шанковский. В итоге они подготовили отчёты, симпатизирующие ОУН. После открытия советских архивов в 1990-е годы появилась возможность сравнить версию истории ОУН с подлинными документами.
В 2008 году Служба безопасности Украины (СБУ) обнародовала документы, в которых указывалось, что ОУН может быть причастна к львовским погромам в меньшей степени, чем первоначально предполагалось. По мнению учёных Джона-Пола Химки, Пера Андерса Рудлинга и Марко Карынника, этот сборник документов под названием «Для начала: книга фактов» был попыткой манипулирования и фальсификации истории Второй мировой войны. Например, одним из опубликованных документов была якобы Хроника деятельности ОУН в 1941 году. На самом деле из самого документа было ясно, что это послевоенное произведение. По словам Химки, этот документ доказывал лишь то, что ОУН хотело отмежеваться от насилия в отношении евреев, чтобы способствовать установлению отношений с Западом. СБУ также опиралась на «мемуары» некоей Стеллы Кренцбах, якобы украинки еврейского происхождения, воевавшей в рядах УПА. Мемуары и сама фигура Кренцбах, скорее всего, были послевоенными измышлениями националистической украинской диаспоры.

## Роль толпы
Украинский историк Феликс Левитас утверждает, что простые граждане не поддались на немецкие провокации и не участвовали в погромах[уточнить]. Однако, как пишет Джон Пол Химка, воспоминания выживших евреев свидетельствуют, что помимо организованных отрядов украинских националистов в погроме приняли участие местные жители, собравшиеся в толпу. Среди них были маргиналы и люмпены, движимые примитивными инстинктами. Они издевались, грабили жертв, а также насиловали женщин.

## Роль немцев
Немецкая администрация создала условия для уличного погрома, а затем немцы расстреливали евреев. По крайней мере, после 2 июля инициатива расстрелов евреев исходила от немецкой стороны. Помимо участия в погроме, айнзацгруппа С провела ряд операций с массовыми убийствами, которые продолжались в течение следующих нескольких дней. Евреев доставляли в тюрьмы, где их расстреливали и хоронили в свежевырытых ямах. 2 и 3 июля во Львове подразделения айнзацгруппы Отто Раша совместно с созданной до этого украинской милицией, которую на тот момент возглавлял один из лидеров ОУН-Б Евгений Врецьона, впоследствии член УГВР, расстреляли около 3 тысяч евреев в качестве «ответа» за уничтожение украинских заключённых. УНМ со 2 июля была включена в систему немецкой администрации и подчинялась СС. Немецкие военные в ходе погромов выступали и в качестве наблюдателей, и в качестве нападавших, очевидно одобряя происходившее насилие и унижение евреев. После прекращения беспорядков, немцы подтвердили, что ситуация с самого начала была полностью под их контролем.

## Оценка жертв
Оценки общего числа жертв сильно разнятся. Согласно последнему отчёту Львовского Юденрата, в первые дни июля 2000 евреев исчезли или были убиты. В отчете немецкой службы безопасности от 16 июля говорилось, что 7000 евреев были «схвачены и расстреляны». Первый вариант, возможно, является недоучётом, в то время как немецкие цифры, вероятно, преувеличены, чтобы произвести впечатление на высшее командование.
Согласно «Энциклопедии лагерей и гетто, 1933—1945 гг.», первый погром привёл к гибели от 2000 до 5000 евреев. Ещё от 2500 до 3000 евреев были расстреляны в ходе последовавших за этим убийств айнзацгруппы. Во время так называемой «петлюровской резни» в конце июля было убито более 1000 евреев. По словам историка Петера Лонгериха, первый погром стоил по меньшей мере 4000 жизней. За этим последовали ещё 2500-3000 арестов и казней, последующие убийства айнзацгруппы, включая «петлюровскую резню», привели к более чем 2000 жертв.
Историк Дитер Поль считает, что в период с 1 по 25 июля во время погромов было убито 4000 львовских евреев. Согласно историку Рихарду Брейтману, в результате погромов погибло 5000 евреев. Кроме того, около 3000 человек, в основном евреев, были казнены немцами на городском стадионе.

## Последствия
Немецкая пропаганда выдавала всех жертв убийств НКВД во Львове за украинцев, хотя около трети имён в списках советских военнопленных были явно польскими или еврейскими. В течение следующих двух лет немецкая и пронацистская украинская пресса — в том числе «Украинские дневные вести» и «Красковские вести» — продолжала описывать ужасные акты пыток чекистов, реальных или воображаемых. Немецкая пропагандистская кинохроника на всю оккупированную Европу транслировала сообщения о советских евреях, обвиняемых в убийствах украинцев.
Провозглашая независимость украинского государства, руководство ОУН надеялось, что нацистские власти примут фашистскую Украину в качестве союзника. Эти надежды подпитывались окружением Альфреда Розенберга, который впоследствии был назначен главой министерства по делам оккупированных восточных территорий. Гитлер, однако, был категорически против украинской государственности, поставив своей целью беспощадную экономическую эксплуатацию вновь приобретённых колониальных территорий. Бандера был арестован 5 июля и помещён под домашний арест в Берлине. 15 сентября он был вновь арестован и провёл следующие три года в качестве привилегированного политического заключённого в Германии. Он был освобождён в октябре 1944 года, чтобы возобновить сотрудничество с немцами.
Львовское гетто было создано в ноябре 1941 года по приказу Фрица Кацмана, высшего руководителя СС и полиции Лемберга. На пике своего расцвета в гетто содержались около 120 000 евреев, большинство из которых были депортированы в лагерь уничтожения Белжец или убиты на месте в течение следующих двух лет. После погромов и убийств айнзацгрупп в 1941 году суровые условия в гетто и депортации в Белжец и Яновский концлагерь привели к почти полному уничтожению еврейского населения. К тому времени, когда советские войска достигли Львова 21 июля 1944 года, менее одного процента львовских евреев пережили оккупацию.
На протяжении десятилетий после войны погромы в Западной Украине привлекали ограниченное внимание учёных, и в основном обсуждались в контексте серии фотографий, сделанных во время Львовского погрома. Эти фотографии были по-разному описаны историками как «печально известные», «ужасные» и «почти культовые». Некоторые кадры и фотографии первого погрома были неверно истолкованы как изображения жертв НКВД. На самом деле на этих снимках еврейские жертвы. Их можно опознать по белым рубашкам и подтяжкам, которые были запрещены в тюрьмах, а также по случайным позам тел. Напротив, жертвы НКВД были аккуратно разложены рядами и одеты в тускло-серую одежду.
Современный Львов на 90 процентов состоит из украинцев. В Советской Украине, как и везде в Советском Союзе, евреи, как главные жертвы нацистского геноцида, были отнесены к недифференцированным Советским гражданским жертвам войны. В постсоветской Украине наследие и память о войне в основном были сконцентрированы на украинском прошлом Львова, в то время как потери среди еврейского и польского населения в значительной степени игнорировались. Например, на месте тюрьмы на улице Лонцкого, одной из нескольких локаций «тюремных акций» в июле 1941 года, сейчас находится музей. В его постоянной экспозиции (по состоянию на 2014 год) не содержались упоминания о погроме. Также как и не было установлено никакого мемориала еврейским жертвам погрома.